# Hugo Haniel
Hugo Carl Julius Haniel (* 2. Januar 1810 in Ruhrort; † 15. Dezember 1893) war der Nachfolger seines Vaters und Unternehmers Franz Haniel.

## Leben und Wirken

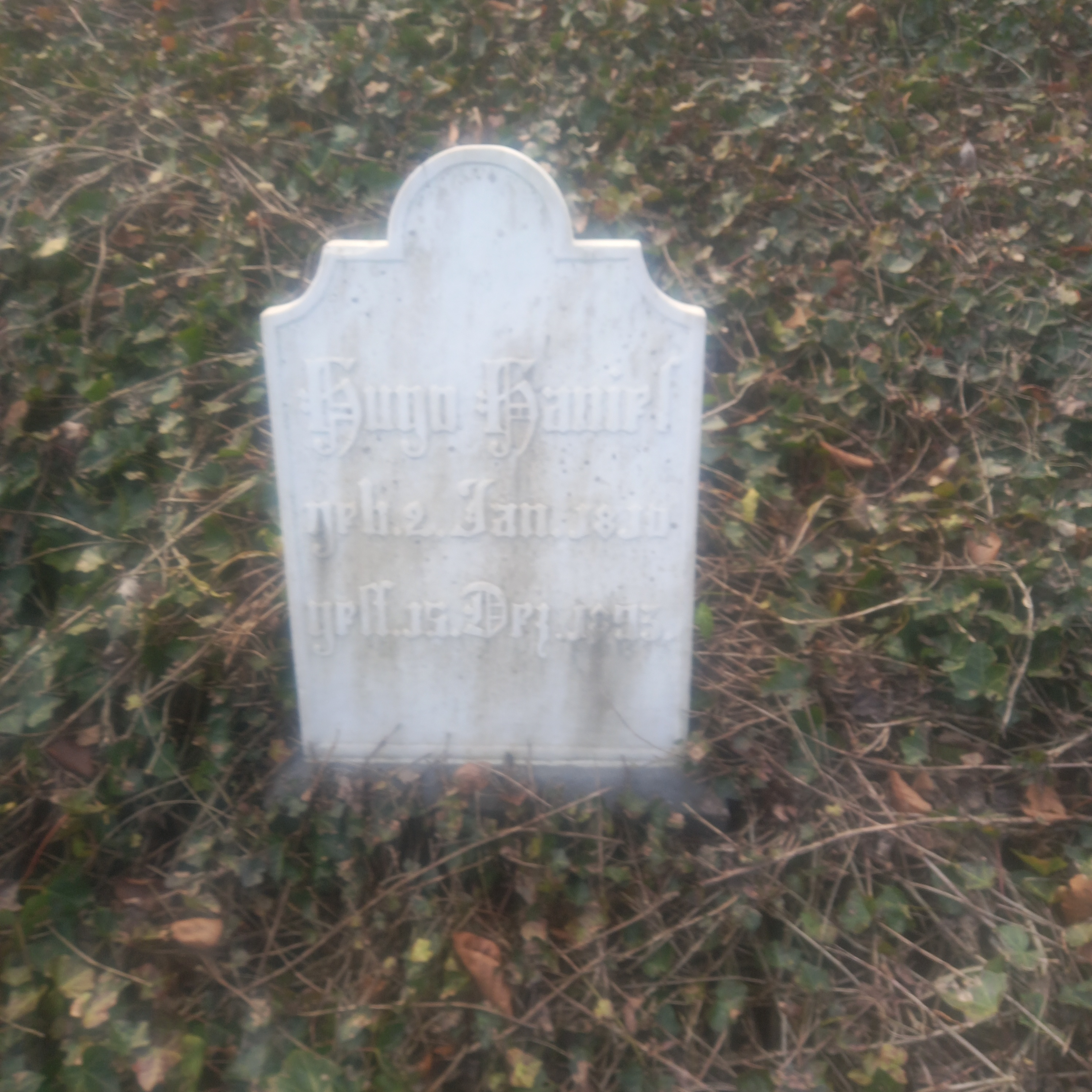
Das Grab von Hugo Haniel in der Familiengrabstätte auf dem Friedhof Ruhrort in Duisburg

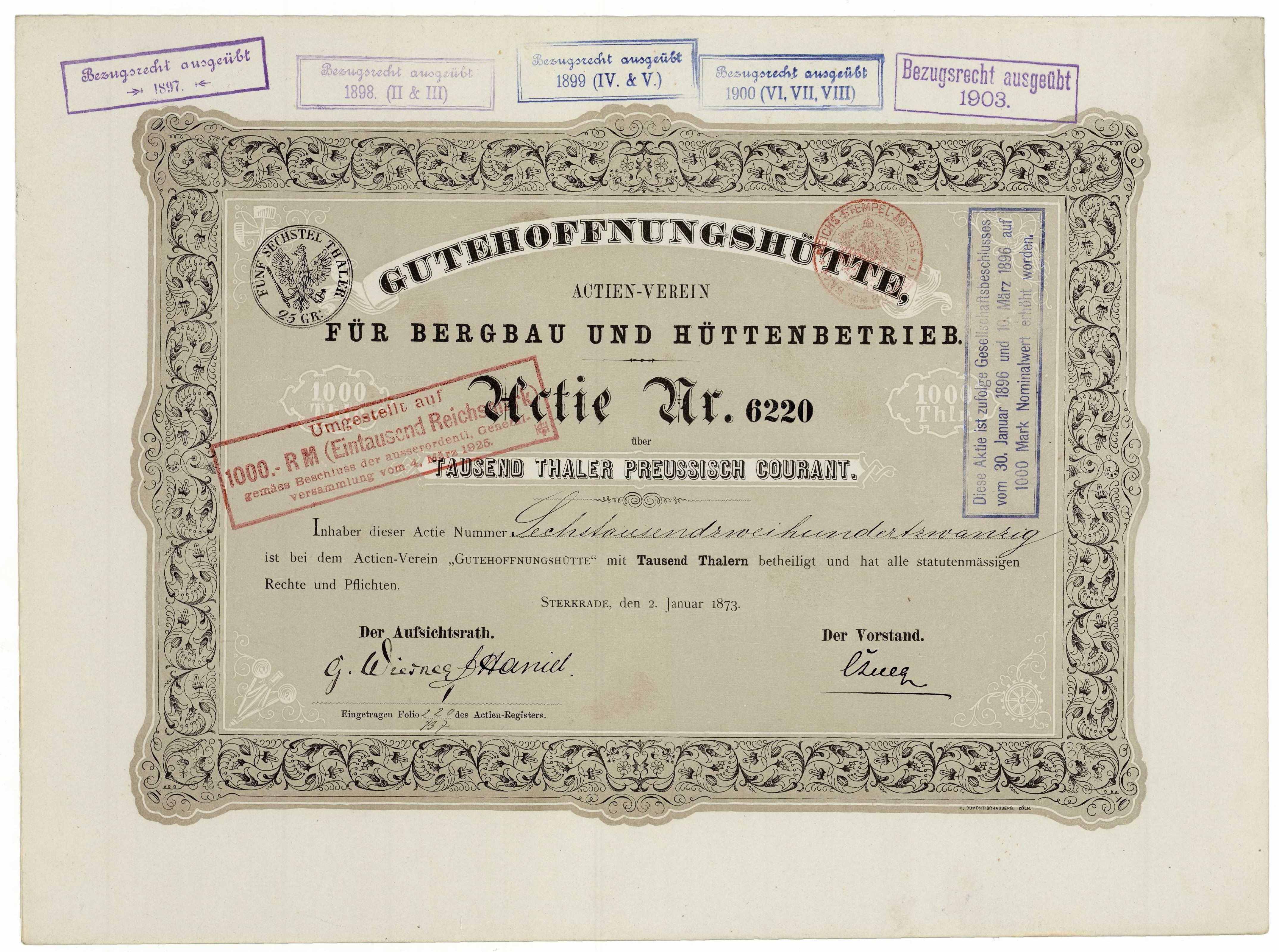
Gründeraktie der Gutehoffnungshütte vom 2. Januar 1873 mit Unterschrift von Aufsichtsrat Hugo Haniel

Hugo Haniel sollte auf Wunsch seines Vaters Franz Jurist werden. Wegen des frühen Todes seines Bruders Eduard im Jahre 1826 trat er jedoch schon mit 16 Jahren an dessen Stelle in das väterliche Geschäft ein. Mit 19 Jahren erhielt er die Prokura und als 25-Jähriger die weitgehende Vollmacht, seinen Vater in allen geschäftlichen Angelegenheiten zu vertreten. Als rechte Hand Franz Haniels verfolgte und begleitete Hugo den Aufbau des Zechen- und Industriebesitzes sowie die enormen technischen Veränderungen während der Industrialisierung des Ruhrgebiets. An den schwierigen Verhandlungen über den Bau der rechts- und linksrheinischen Eisenbahnen von 1841 bis 1848 war er als Repräsentant seines Vaters führend beteiligt. Dasselbe gilt für die seit 1854 geführten Konzessionsverhandlungen mit den preußischen Bergbehörden, bei denen es um den Abbau von Kohle auf dem Grubenfeld Rheinpreußen ging. 1845 wurde er Prokurist bei Jacobi, Haniel & Huyssen (JHH), 1858 übernahm er die Leitung der zu JHH gehörenden Zeche Oberhausen.
Nach dem Tod seines Vaters 1868 führte Hugo Haniel die Firma Franz Haniel weiter und wurde auch als Vorsitzender in den Grubenvorständen der Haniel-Zechen Zollverein, Neumühl und Rheinpreußen Nachfolger Franz Haniels.
Außerdem repräsentierte er fortan den Zweig Franz Haniel in der Leitung von JHH. Nachdem er 1873 maßgeblich bewirkt hatte, dass die Hüttengewerkschaft in den Actienverein für Bergbau und Hüttenbetrieb Gutehoffnungshütte (GHH) umgewandelt wurde, trat er als Vorsitzender an die Spitze des Aufsichtsrates. Im Jahr 1880 wurde er von seinem Neffen Eduard James Haniel von dem Posten verdrängt.
Hugo Haniel engagierte sich wirtschafts- und verbandspolitisch auf unterschiedlichen Gebieten. 1848 war er in Berlin Sachverständiger in einer Regierungskommission für die Ausarbeitung einer neuen preußischen Bergordnung. Außer dem Bergbau vertrat er in Berlin immer wieder auch die Interessen der Eisenindustrie, des Verkehrswesens und des Handels. 1878, während der auf die Gründerjahre folgenden Wirtschaftskrise, verfasste er eine Denkschrift, in der er die Wiedereinführung der 1873 aufgehobenen Eisen- und Stahlzölle forderte.
Ganz im Sinne seines Vaters zeigte Hugo Haniel auch ein reges öffentliches Engagement. Er war mindestens seit 1888 Mitglied des Provinziallandtages und seit 1856 des Kreistages sowie für 47 Jahre Stadtverordneter in Ruhrort.
Auf Grund seines Einsatzes erhielt er zahlreiche Ehrungen und Titel. 1864 ernannte ihn der König zum Kommerzienrat und 1871 folgte der Titel Geheimer Kommerzienrat.
Bereits 1859 wurde er vom König mit dem Roten Adlerorden IV. Klasse ausgezeichnet.
Am 16. November 1837 heiratete Hugo Haniel seine Cousine Bertha, die einzige Tochter seines Onkels Gerhard. Damit verband er die Linien Franz und Gerhard Haniel und stärkte seine Position in der Familie.
Hugo Haniel überlebte alle seine Brüder und starb am 15. Dezember 1893 im 84. Lebensjahr. Er hinterließ außer seiner Frau Bertha die 1838 geborene Tochter Adeline, seit 1861 eine verheiratete Böninger, sowie den 1842 geborenen Sohn Franz Haniel den Jüngeren.